# 一家四人死刑事件
一家四人死刑事件（いっかよにんしけいじけん）は、1914年（大正3年）に新潟県中蒲原郡横越村で発生した殺人事件である。一審の新潟地裁では一家4人による共犯として、被害者の妻と義母、そして2人の息子の全員に死刑判決が下された。しかし、東京控訴院での控訴審では一転して被害者長男による単独犯と認定され、他の3人の判決は無罪へと覆った。1人死刑を維持された長男は、事件は外部犯によるものとして大審院へ上告するも棄却され、その後も冤罪を訴え続けたが1917年（大正6年）に処刑された。

## 事件と予審
1914年（大正3年）12月30日の朝、新潟県中蒲原郡横越村（現・新潟市江南区）の農家で、一家の父（当時50歳または49歳）が納屋で撲殺されているのを、養女（当時14歳）が発見した。屋外に積もった雪には外部からの侵入の跡がなかったこと、血の付いた服が屋根裏に隠されていたことなどから、通報を受けた当局は家族による犯行と断定し、同日中に被害者の長男（当時23歳または21歳）、次男（当時19歳または17歳）、妻（当時45歳）、義母（被害者妻の養母。当時68歳）の4人を検挙した。
翌31日の予審において、次男は父の殺害を自白した。次男の自白によると、4人が父の殺害を計画したのは犯行前日の29日の晩とされる。話を切り出したのは祖母であったが、父は働きもせず酒を飲み、借金を作るばかりか生命保険にも加入していたので、他の3人もそれに同意したという。そして、翌30日の朝5時半、日課の米搗きのために納屋へやって来た父を待ち構え、自らが杵で滅多打ちにするとともに、兄が襟巻きで首を絞めて殺害したという。しかし、他の3人はそのような共犯関係を否認し、次男も直後には自白を撤回した。次男は、取調べ中も母や祖母が拷問を受けて泣いているのが聞こえ、それに耐えられず自白した、と主張した。
ところが、翌1915年（大正4年）1月15日の第2回予審になって今度は長男が、他の3人は事件に無関係であり、父は自分1人で殺害したとの自白を行った。自白によると、長男は遊女を買う金欲しさに家の米を盗んで売ろうとしたが、納屋へ忍び込んだところへ父が現われたため、咄嗟に杵で滅多打ちにして撲殺したという。だが、やはり長男もほどなく自白を撤回した。長男は、監獄の外に残された幼い弟妹を気にかけ、加えて70歳近い祖母が獄死するのではないかと恐れて、自分一人で罪を被ろうとしたのだと主張した。

## 裁判

### 一審
4人全員が犯行を否認し、自白も兄弟間で食い違うなか、予審判事は次男の自白に沿い、母と祖母を殺人罪で、兄弟を尊属殺人罪で新潟地裁へ起訴した。そして、およそ半年後の同年6月2日、裁判長の岡崎善太は次男の自白を全面的に採用し、事件を保険金目当ての4人による共犯と認定、被告人全員に死刑判決を言い渡した。一審弁護人を務めた今成留之助によれば、検事は弁護側の証人申請にもほとんど同意せず、裁判長も即決同様に判決を下してしまったという。

### 控訴審
4人は死刑判決に対し直ちに控訴を申し立て、審理は東京控訴院へと移った。ところが検察側もまた、事件の首謀者として求刑通りに死刑となっていた祖母について、高齢での処刑は酷に過ぎるとして情状酌量を求め控訴した（しかし、高齢が酌量の対象とされていたのは70歳以上からである）。

#### 弁護側の主張
今成から依頼を受けて控訴審から弁護を担当することになった大場茂馬は、事件の筋立てに数々の不可解な点があることを指摘している。
第一に、自白では被害者が怠け者であるための犯行とされているが、実際の被害者は借金の分を差し引いても先代より財産を増やしていたほどの働き者である。家族仲も悪くなく、300円程度の保険金を目当てに殺害に及んだというのは、動機として極めて弱い。第二に、自白では犯行前日に家族で殺害計画を練っていたところ、21時頃に父が帰ってきたため話し合いを中止したとされる。しかし、兄弟はその日の20時半まで村の青年会に出ていたことが確認されており、2人には共謀行為に参加する時間的余裕がない。
そして、弁護側が特に強く主張したのは遺体の鑑定結果についての疑問である。兄弟は自白においては2人とも、自分が杵で父を乱打したとしているが、一方で捜査時の検証調書には、被害者は「刃物を以て殺害せられ」たとある。また、新潟医学専門学校教授の川邨麟也による鑑定では、凶器は鈍器とされているが、その形状は長さ5センチメートル以上、幅2センチメートルのものと推定され、円形である杵とは食い違っている。加えて、検証調書と川邨の鑑定書にはともに、遺体頭部の6か所の傷はいずれもX字型とV字型であり、現場には広範囲に渡って血液が飛散していた、とある。これについて大場は、杵で打撃を受けた場合にも傷はX字型やV字型にはならず、血液が飛散することもなく、そもそも頭蓋骨が粉砕されるはずである、と反論した（大場は、凶器を角のある棍棒、鉈の峰、あるいは鍬の類であろうと推定している）。
その他に弁護側は、外部からの侵入の跡がないことを内部犯の証拠として挙げた検察側に対し、事件直後の現場に雪がなかったとする捜査員の証言や、あるいは反対に足跡が大雪で消された可能性などを指摘して反論している。

#### 検察側の主張
一方の検察側は、一審では4人全員に死刑を求刑したのとは変わって、長男を除いた3人には自らの側から証拠不十分による無罪を求刑した。検察側は長男の自白を採用し、事件を長男による単独犯行としたが、その根拠とされたのはやはり遺体の鑑定結果であった。
予審第2回の時点で長男が行った自白には、犯行様態について「杵ヲ以テ胸ヲ打チタリ」とあり、翌日の予審第3回での自白には「前額部ヲ打チ後頭部、背部等ヲメツタ打チニ打チ、ソシテ又胸ヲモ打チマシタ」とある。しかし遺体にあった右肋骨の骨折は外表からは確認できないものであり、鑑定を行った川邨以外には犯人しか知ることができない。すなわち、長男が胸への打撃を自白していることは秘密の暴露であり、長男が犯人であることの証明である、と検察側は主張した。

#### 控訴審判決
控訴審は1916年（大正5年）4月11日に結審したが、大場によれば審理は非常に丁寧であったという。しかし、同月27日に裁判長の菰淵清雄は検察側の主張を全面的に採用し、長男に対する死刑判決を維持、その他3人に無罪判決を言い渡した。釈放された一家はほどなく村から去り、行方知れずとなった。

## 特赦請願
控訴審でも死刑とされた長男は、大審院へ上告して無実を訴えたが、同年7月8日に上告は棄却された。しかし、あくまでも長男の冤罪を確信していた大場は、司法大臣であった尾崎行雄へ直接に宛てて、長男の特赦を求める請願書を書き送った。大場は、長男の犯人性が否定される点として以下のものを挙げている。
第一に、長男は酒も女もやらず、小学校卒業後も独学して村の夜学で教鞭をとるほどの勉強家で、青年会の会長も務める模範青年である。女買いたさに親を殺すような凶悪犯とは人物像が一致しない。第二に、長男の自白では、犯行を決意したのは12月28日夕方に新潟市にある遊廓の前を友人とともに通りかかった時とされている。しかし、その日も長男は、18時頃から20時半頃まで村の夜学で指導していたことが確認されており、夕方に村から3里離れた新潟市にいたということはあり得ない。加えて、当局はその遊廓の人間にも、長男に同道したという友人にも何らの捜査も行っていない。さらに、事件現場は血塗れになっていたにもかかわらず、長男の犯行当時の着衣とされた衣服にも、その他家族のもとから押収された衣類の数々にも、川邨が行った鑑定では一切の人血反応が表れていない（屋根裏に隠されていた服の血痕も、ニワトリの血であることが明らかになった）。
その他長男の自白には、父が日課の米搗きに来ることを知りながら、その時間に納屋へ盗みに入っていること、大雪の日に六斗俵を担いで持ち出そうとしたことなどの不自然性が指摘されている。

## 処刑とその後
しかし請願が受け入れられることはなく、1917年（大正6年）12月8日10時18分、長男は東京監獄において死刑を執行された。
長男の処刑から数年後、事件当時に居候弁護士として大場に協力していた海野普吉が捜査記録を見直していたところ、川邨による遺体の鑑定書が、長男が自白する前日の時点ですでに予審判事のもとへ届けられていたことが判明した。すなわち、予審判事は長男を取調べる前から遺体の胸の傷について知っており、長男の自白は秘密の暴露ではなかったことになる。海野は、犯行はやはり外部犯によるもので、一家は4人とも無実であったのだろうと推測し、この事件を生涯の教訓としていたという。